# Charisma Records
Charisma Records was een Brits platenlabel dat in 1969 door Tony Stratton-Smith werd opgericht en in 1983 door Virgin Records werd overgenomen. Het Charisma label werd vervolgens nog gebruikt tot 1986, toen Virgin op haar beurt door EMI werd overgenomen.

## Geschiedenis
Stratton-Smith was in de jaren zestig manager van een aantal bands, waaronder The Nice, the Bonzo Dog Band en Van der Graaf Generator. Toen hij geen productiebedrijf kon vinden dat "The Least We Can Do Is Wave To Each Other" van Van der Graaf Generator wilde uitgeven besloot hij zijn eigen platenbedrijf op te richten. Charisma presenteerde zich voortvarend als "The Famous Charisma Label" en was tot begin 1972 herkenbaar aan het hard-rose ontwerp van het etiket, en daarna aan de kenmerkende tekening door John Tenniel van de hoedenmaker uit Alice's Adventures in Wonderland. 
Het label verzorgde ook wel concerten van hun eigen artiesten. Je kon dus op één avond zowel Genesis als Lindisfarne zien.

## Artiesten
Charisma was vooral gericht op het progressieve rockgenre, en bekende groepen en artiesten waren naast de al eerder genoemde: Genesis, Peter Gabriel, Lindisfarne, Julian Lennon, Alan Hull, Steve Hackett, Tony Banks, The Alan Parsons Project en Malcolm McLaren.